# Březnice (Příbrami járás)
Březnice település Csehországban, a Příbrami járásban. Březnice Chrást, Rožmitál pod Třemšínem, Nestrašovice, Počaply, Horčápsko, Hlubyně, Starosedlský Hrádek, Hudčice, Drahenice és Volenice településekkel határos. Lakosainak száma 3538 fő (2024. január 1.).

## Népesség
A település lakosságának változását az alábbi diagram mutatja:
| Lakosok száma | 3354 | 3149 | 2818 | 3196 | 3808 | 3586 | 3541 | 3523 | 3433 | 3538 |
|               | 1869 | 1900 | 1921 | 1961 | 1980 | 2011 | 2016 | 2019 | 2021 | 2024 |